# نزار غزالي
نزار أحمد حسين أو نزار غزالي (10 نيسان/ أبريل 1964) لاعب كمال الاجسام عراقي، من مواليد مدينة دهوك، يعتبر أول رياضي كردي في مجال كمال الاجسام وصاحب أعلى البطولات في المنطقة.

## تاريخ تنافسي
- 2000، حصل على المركز الاول في بطولة دهوك.[7]
- 2001، حصل على المركز الاول في بطولة العراق، الموصل.
- 2003، حصل على المركز الاول في بطولة كردستان.[8]
- 2004، حصل على الميدالية الذهبية في بطولة الدول العربية في دولة الأردن.
- 2004، حصل على الميدالية الفضية في بطولة آسيا التي أقيمت في البحرين.[9]
- 2009، حصل على المركز الأول وعلى الميدالية الذهبية في بطولة آسيا لألعاب القوى بتايلاند .
- 2011، المركز السابع في بطولة العالم التي أقيمت في الهند.[10]
- 2013، حصل على المركز الأول في البطولة الدولية في المجر ليلف العقد الذهبي حول رقبته.[11]
- 2014، حصل على المركز الثاني والميدالية الفضية في بطولة أرنولد كلاسيك بمدريد إسبانيا.[12]
- 2016، حصل على المركز الأول والميدالية الذهبية في بطولة الاتحاد الدولي لكمال الأجسام واللياقة البدنية (الكأس الماسية) في أثينا باليونان.[13] [14]

## الدراسة الأكاديمية
حصل غزالي على شهادة الماجستير في الأكاديمية الدولية لكمال الأجسام واللياقة البدنية IFBB دبي بتقدير "ممتاز" التي تناول في البحث دراسة علمية وأكاديمية وافية في اللياقة البدنية وكمال الأجسام وتم اعتمادها رسميًا من قبل الأكاديمية.

## روابط خارجية
- موقع نزار الغزالي الرسميقائمة شهادات في الغزالي العالمية
- مجلة الجمهورية العربية تتحدث عن نزار الغزالي.
- الكأس الماسية IFBB أثينا .
- قائمة بطولات الغزالي الدولية.